# Zhu Rongji
Acesta este un nume chinezesc; numele de familie este Zhu.
Zhu Rongji (în chineză simplificată: 朱镕基; IPA: [ʈʂu ɻʊn.tɕi]; n. 1 octombrie 1928, Changsha, Republica Populară Chineză) este un politician chinez care a deținut funcțiile de primar și șef de partid în Shanghai din 1988 până în 1991 și de prim-vicepremier și apoi premier al Republicii Populare Chineze din martie 1998 până în martie 2003.
El a fost premier în timpul mandatului secretarului general al Partidului Jiang Zemin, cu care nu a avut o relație foarte amiabilă. Zhu a avut o reputație de administrator dur, dar pragmatic. În timpul mandatului său, economia Chinei a observat o creștere de peste 10%. În ochii publicului chinez, Zhu a fost mult mai popular decât predecesorul său, Li Peng. Cu toate acestea, adversarii lui Zhu stipulează că atitudinea lui dură și pragmatică în politică a fost nerealistă și inutilă, și astfel multe dintre promisiunile sale au rămas neîmplinite. Zhu s-a pensionat în 2003 și nu a mai fost o persoană publică de atunci.

## Copilărie și carieră
Zhu Rongji a fost născut în Changsha, Hunan, într-o familie de intelectuali și bogați proprietari. Potrivit tradiției, familia lui se trage din Zhu Yuanzhang, primul împărat al dinastiei Ming. Tatăl său a murit înainte să se nască, iar mama lui a murit pe când el avea nouă ani. Ulterior, Zhu a fost crescut de unchiul său, Zhu Xuefang, care a continuat să sprijine educația lui Zhu.
Zhu a fost educat la nivel local, iar după absolvirea liceului a studiat la prestigioasa Universitate Tsinghua din Beijing. La Tsinghua, el a devenit lider al studenților și a luat parte la activitățile organizate de către Partidul Comunist. A absolvit cu o diplomă în inginerie electrică și a aderat la Partidul Comunist din China în 1949, același an în care comuniștii au capturat Beijingul, au sfârșit Războiul Civil Chinez și au declarat începutul Republicii Populare Chineze. În 1951 a devenit președinte al Uniunii Studenților Tsinghua.

## Primar al Shanghaiului
În 1987, Zhu a fost promovat în funcția de primar al Shanghai, la acea vreme cel mai mare, cel mai dezvoltat industrial și cel mai bogat oraș din China. În timpul mandatului ca primar al Shanghai, Zhu a supravegheat îmbunătățiri mari și rapide în telecomunicații, construcții urbane și transport, mai ales în Pudong, o Zonă Economică Specială mare.
În 1990, Zhu a condus o delegație de primari chinezi care s-a întâlnit cu lideri locali și naționali în politică și de afaceri din Statele Unite ale Americii, în încercarea de a menține și de a îmbunătăți relațiile politice și de afaceri, amenințate după suprimarea protestelor din 1989. Printre oficialii întâlniți de Zhu în programul vizitei se numără Richard Nixon, Henry Kissinger, Bob Dole și Nancy Pelosi. În timpul vizitei, Zhu a ținut discursuri spontane în chineză și engleză și a fost lăudat de jurnaliștii, politicienii și liderii de afaceri americani pentru sinceritate, deschidere, energie și tehnicalitate.

## Premier
Până la sfârșitul mandatului de premier al lui Zhu, economia chineză a fost stabilă și în creștere. În timp ce investițiile străine directe (ISD) la nivel mondial s-au înjumătățit în anul 2000, fluxul de capital în China continentală a crescut cu 10%. Pe măsură ce firmele globale se grăbeau să nu piardă din boom-ul chinez, investițiile străine directe în China au crescut cu 22,6% în 2002. În timp ce comerțul mondial a stagnat, crescând cu doar 1% în 2002, comerțul în China continentală a crescut cu 18% în primele nouă luni ale anului 2002, exporturile depășind importurile.

### Inițiative anti-corupție
Zhu și-a câștigat o reputație de administrator puternic și strict, intolerant față de corupție, nepotism sau incompetență. În Beijing era uneori cunoscut sub poreclele „Doamna Zhu” și „Șeful Zhu” pentru etica sa de muncă grea, transparentă și tendința lui de a ignora birocrația. Pe lângă investigarea exemplelor individuale de potențială corupție oficială, Zhu a încercat să facă din guvernul chinez un organism mai reglementat și mai transparent, prin creșterea numărului și a competențelor comisiilor de reglementare independente, reducerea birocrației guvernamentale, deschiderea de funcții guvernamentale experților din exterior și reformarea sistemului de angajare și promovare în guvern pe bază pe merit și îmbunătățirea predictibilității administrative prin consolidarea statului de drept.
El a condus negocierile pentru intrarea Chinei în Organizația Mondială a Comerțului, aderare finalizată în 2001 cu laude interne și internaționale. Aderarea la OMC a deschis China pentru investiții străine, dar a creat nevoia de conformare la convențiile internaționale de comerț, proprietate intelectuală și de management de mediu. Zhu se aștepta ca intrarea Chinei în OMC să ducă la expansiune economică, dar, de asemenea, spera ca intrarea în OMC să forțeze modificări economice și juridice în China pe care nu avea putere pentru a pune în aplicare.

### Pensionare
Mandatul de premier al lui Zhu a fost controversat, mai ales în ceea ce privește reformele de piață liberă. El s-a retras din poziția de membru al Comitetului Permanent al Biroului Politic în noiembrie 2002 și din cea de premier în martie 2003, când a fost înlocuit de către Wen Jiabao. Wen a fost singurul aliat al lui Zhu care a fost parte din cei nouă membri ai următorului Comitet Permanent al Biroului Politic.

## Viață personală

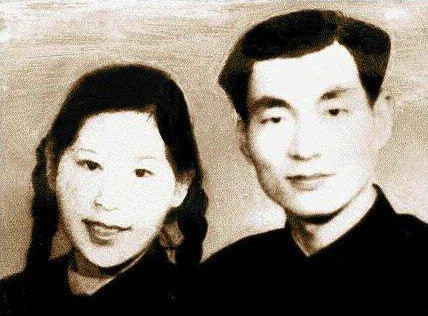
Zhu Rongji și soția lui, Lao An (1956)

Zhu Rongji a fost recunoscut ca un bun orator și a fost remarcat în cariera sa pentru competențele în limba engleză. A ținut adesea discursuri publice fără ajutorul notițelor, iar discursurile sale erau considerate a fi amuzante și dramatice.
Îi place literatura și, potrivit surselor, a petrecut mulți ani după pensionare citind cărți pe care nu a avut timp să le citească înainte. El cântă la erhu, un instrument similar cu o vioară cu două coarde. Îi place opera de Peking, la un moment dat fiind actor într-un astfel de spectacol.